# Mesapi
██ Liguri
██ Veneti
██ Etruščani
██ Piceni
██ Umbri
██ Latini
██ Osci
██ Mesapi
██ Grci
Mesapi (ili Mesapijci) su bili pleme, koje je u antička vremena naseljavalo jugoistočni poluotok ili "petu" Italije (Salento, suvremena Apulija), a koja se u tada zvala Kalabrija, Mesapija ili Japigija. Glavni gradovi su im bili Uzentum (suvremeni Ugento), Rudiae (suvremeni Rugge), Brundisium (suvremeni Brindisi) i Hyria (suvremeni Oria). Govorili su mesapski jezik.

## Povijest
Prema Herodotu su Mesapi potomci Krećana koji su se na jugu Italije naselili nakon neuspjelog pokušaja da pokore Sikance, pri čemu su im se brodovi pri povratku kući nasukali i razbili o talijansku obalu. Većina povjesničara, pak, smatra da su Mesapi najvjerojatnije porijeklom iz Ilirije.
Hirija, koja se smatra prvim mesapskim gradom, osnovana je oko 18. stoljeća pr. Kr., a nakon njega su slijedili drugi s kojima je stoljećima kasnije zaratila grčka kolonija Tarant. Herodot, pak, navodi da su godine 473. pr Kr. Mesapi zajedno s drugim japiškim plemenima, koristeći nadmoć u konjici, porazili tarantinsku vojsku. Tako su Mesapi očuvali svoju nezavisnost, a kasnije su pomagali Atenanjima u sicilijanskoj ekspediciji.
Mesape su, kao i ostale italske narode, kasnije pokorili Rimljani, te su postipno izgubili svoj identitet, preuzevši latinski i grčki jezik.

## Jezik i pismo
Mesapi su govorili mesapskim jezikom, koji pripada grupi kentum jezika. Jezikoslovci ga smještaju u vlastitu grupu indoeuropskih jezika, iako postoje teorije da je on dio šire grupe ilirskih jezika koji su se govorili s drugu stranu Jadrana. Mesapski jezik je danas poznat zahvaljujući tome što su Mesapi bili pismeni, odnosno usvojili grčki alfabet. Danas je poznato oko pedesetak mesapskih natpisa koji su dešifrirani i zahvaljujući kojima postoji određena saznanja o tom jeziku. Njime se prestalo govoriti kada su Mesapi preuzeli latinski i grčki.

## Nalazišta
Glavna mezapijska nalazišta su:
- Alytia (Alezio)
- Aoxentum (Ugento)
- Brention/Brenteseion (Brindisi)
- Cavallino
- Hodrum/Idruntum (Otrant)
- Hyria/Orria (Oria)
- Kaìlia (Ceglie Messapica)
- Manduria
- Mesania (Mesagne)
- Neriton (Nardò)
- Rudiae (Lecce)
- Mios/Myron (Muro Leccese)

Dok su ostala pronađena u blizini mjesta: Francavilla Fontana, San Vito dei Normanni i Vaste (Poggiardo).

## Vanjske poveznice
- Civiltà messapica (tal.)